# Journal of Combinatorial Theory

Le Journal of Combinatorial Theory, Series A et Series B est une revue mathématique se spécialisant en analyse combinatoire et autres questions associées ; elle est publiée par Elsevier Science. Series A est principalement consacrée aux structures (comme les plans en blocs), et aux applications de l'analyse combinatoire ; Series B est consacrée à la théorie des graphes et à la théorie des matroïdes. Les deux séries font partie des plus importantes publications de ce domaine, et sont souvent désignées par les abréviations JCTA et JCTB.
Le journal fut fondé en 1966 par Frank Harary et Gian-Carlo Rota. Initialement, il n'y avait qu'un journal, qui fut séparé en deux séries en 1971, en raison de la croissance rapide du domaine.

## Articles importants
Parmi les articles de JCTB ayant eu une grande influence, on trouve l'élégante démonstration, due à Gyula O. H. Katona, du théorème d'Erdős-Ko-Rado, et une série d'articles occupant plus de 500 pages, publiés entre 1983 et 2004 par Neil Robertson et Paul Seymour sur la théorie des mineurs, série constituant une démonstration de la conjecture de Wagner.
Une sélection de certains de ces articles influents est donnée ci-dessous :
- (en) G. O. H. Katona, « A simple proof of the Erdős-Chao Ko-Rado theorem », JCTB, vol. 13, no 2,‎ 1972, p. 183-184
- (en) Neil Robertson et P. D. Seymour, « Graph Minors. I. Excluding a forest », JCTB, vol. 35, no 1,‎ 1983, p. 39-61 (DOI 10.1016/0095-8956(83)90079-5)
- (en) Neil Robertson et P. D. Seymour, « Graph Minors. XX. Wagner's conjecture », JCTB, vol. 92, no 2,‎ 2004, p. 325-357 (DOI 10.1016/j.jctb.2004.08.001)